# Encamp közösség
Encamp az Andorrai Társhercegség egyik közössége. Székhelye Encamp. Escaldes-Engordany, La Massana, Canillo, és Ordino közösséggel, továbbá Franciaországgal határos.
1981. április 9. óta Encampban működik az Andorra Rádió rádióadója. Ez az adó 1600 méter magasan van.

## Népessége
| Közösség          | lakosság 2005. január 1. |
| Falu              | lakosság 2005. január 1. |
| Encamp            | 13225                    |
| Encamp            | 8181                     |
| El Pas de la Casa | 2915                     |
| Les Bons          | 1167                     |
| Vila              | 962                      |

## Híres emberek

### Itt halt meg
- 2019-ben Csóka József labdarúgó